# Lucius Baebius
Lucius Baebius war ein im 2. Jahrhundert v. Chr. lebendes Mitglied des römischen plebejischen Geschlechts der Baebier.
Von Lucius Baebius ist nur überliefert, dass er 169 v. Chr. zusammen mit Gnaeus Domitius Ahenobarbus (wahrscheinlich der Suffektkonsul von 162 v. Chr.) und Aulus Licinius Nerva (Prätor 166 v. Chr.) während des Dritten Makedonisch-Römischen Krieges als Gesandter auf den makedonischen Kriegsschauplatz ging, um dort vor Ort die allgemeine Lage zu erkunden, ehe Lucius Aemilius Paullus in das Feindesland einzufallen hatte.